# Compsothraupis loricata
Compsothraupis loricata là một loài chim trong họ Thraupidae.